# 암호 (비디오 게임 용어)
암호 코드는 오래된 비디오 게임들 중에서는 게임 진행을 계속하기 위해 입력하는 코드이다. 이 암호 코드는 게임 진행 중에 알아 낼 수 있다. 이런 대표적인 게임으로는 탈출 게임이있다. 이 암호 시스템은 당시 저장장치가 없는 게임기의 게임에 적용되어왔으며 현재의 게임기에는 저장장치가 내장되면서 점점 사라져갔다.
암호는 비휘발성 메모리에 저장되지 않는 저장된 게임의 한 형태이다. 게임 상태를 재구성하는 데 필요한 모든 것이 일반적으로 임의의 영숫자 문자로 구성된 텍스트 문자열로 화면에 인코딩되고 표시되며 플레이어는 이를 기록하거나 기억할 수 있다. 플레이어는 나중에 동일한 암호를 입력하여 해당 지점부터 재생을 재개할 수 있다. 암호는 비휘발성 메모리와 이후 내부 및 외부 저장소가 등장하기 전에 가정용 콘솔 게임에서 널리 사용되었다.